# Oğuzhan
Oğuzhan ist ein türkischer männlicher Vorname mit der Bedeutung „der heldenhafte, mutige und starke Herrscher“. Er geht zurück auf den legendären Heerführer Oğuzhan (Oghus Khagan) der Oghusen. Außerhalb des türkischen Sprachraums tritt vereinzelt die Form Oguzhan auf.

## Namensträger
- Oğuzhan Aydoğan (* 1997), deutsch-türkischer Fußballspieler
- Oğuzhan Aynaoğlu (* 1992), dänischer Fußballspieler türkischer Herkunft
- Oğuzhan Azğar (* 1993), türkischer Fußballspieler
- Oğuzhan Bahadır (* 1979), türkischer Fußballtorhüter
- Oğuzhan Berber (* 1992), türkischer Fußballspieler
- Oğuzhan Bıyık (* 1986), deutscher Fußballspieler türkischer Herkunft
- Oğuzhan Çapar (* 1996), türkischer Fußballspieler
- Oğuzhan Çelik (* 1975), deutscher Autor, Journalist und Moderator
- Oğuzhan Demirci (* 1999), deutsch-türkischer Fußballspieler
- Oğuzhan Kayar (* 1995), türkischer Fußballspieler
- Oğuzhan Kefkir (* 1991), deutscher Fußballspieler
- Oğuzhan Koç (* 1985), türkischer Popmusiker und Schauspieler
- Oğuzhan Orhan (* 1998), türkischer Fußballspieler
- Oğuzhan Özyakup (* 1992), türkisch-niederländischer Fußballspieler
- Oğuzhan Palaz (* 1997), türkischer Fußballspieler
- Oğuzhan Türk (* 1986), türkisch-niederländischer Fußballspieler
- Oğuzhan Yazıcı (* 1977), deutscher Politiker (CDU)
- Oğuzhan Yıldırım (* 1995), türkischer Fußballspieler